# 环路增益
环路增益（loop gain）為電子學及控制工程的名詞，是指一反馈迴路中的總增益，一般會以比例或是分貝表示。环路增益常用在放大器及电子振荡器的線路中，後來更擴展到控制工廠及設備的工業控制系統中。环路增益的概念也用在生物學中。在反馈迴路中，為了控制輸出，會量測設備、程序的輸出，取樣後，再以此影響輸入信號，使輸出控制的更理想。环路增益和环路相位移決定了設備的特性，也決定輸出是否穩定，或是不穩定（振荡）。海因里希·巴克豪森在1921年最早發現环路增益在電子反馈放大器特性分析中的重要性，後來在1930年代由贝尔实验室的亨德里克·韋德·波德及哈里·奈奎斯特繼續發展。

反馈電子放大器的方塊圖

右圖是有负反馈電子放大器的方塊圖。輸入信號和一信號相減，送到开环增益為A的放大器中，進行放大。放大器的輸出送到增益為β的反馈迴路中，再和放大器的輸入信號相減，成為放大器的輸入。环路增益可以先假設反馈迴路先在某一點切斷，再看給予一信號時的總增益。以右圖為例，环路增益是二個增益的乘積−Aβ，負號的原因是因為輸入信號是和反馈信號相減才送到放大器中。在放大器中，环路增益是以分貝表示的开环增益圖及閉环增益圖（1/β圖）之間的差。
增益A和β會隨輸出信號的頻率而改變，因此环路增益也會隨頻率而變化，一般會表示為角頻率ω（單位為弧度每秒）的函數。
在通訊上，环路增益可以指载波終端或是二線中继器上的可用功率增益。最大的可用增益是由閉迴路的總損失決定，可用增益不能大於總損失。

## 外部連結
- Loop Gain and its Effects on Analog Circuit Performance （页面存档备份，存于）

 本条目引用的公有领域材料来自联邦总务署的文档《Federal Standard 1037C》 （MIL-STD-188提供支持）。